# Villa Alegre
Villa Alegre, è un comune della Provincia di Linares, nella Regione del Maule, Cile.

## Dati
Il borgo è localizzato nel centro geografico del Cile, circa 285 km a sud della capitale Santiago, con la quale è collegata tramite la moderna autostrada "Carretera Panamericana" (Ruta 5 Sur). Il borgo conta 5.500 abitanti circa (2002) e il comune, 14.725 abitanti circa.
Fondata il 6 maggio 1891, Villa Alegre ha una forte vocazione agricola e vinicola.
Uno dei primi servizi di tram elettrico nel Cile viene inaugurato in Villa Alegre nel 1915.

## Profilo economico
Il comune esporta vini di qualità e diversi altri prodotti agricoli.